# Campeonato Mundial de Endurance da FIA de 2024
O Campeonato Mundial de Endurance FIA (WEC) de 2024 foi a décima segunda temporada do Campeonato Mundial de Endurance da FIA, (em inglês: FIA World Endurance Championship), uma competição automobilística internacional organizada pela Federação Internacional de Automobilismo e pelo Automobile Club de l'Ouest. (ACO). A série estará aberta a hipercarros construídos sob os regulamentos Le Mans Hypercar (LMH) ou Le Mans Daytona hypercar (LMDh) e carros de corrida LMGT3.
Esta foi a primeira temporada na história do Campeonato Mundial de Endurance sem a classe LMP2, após ela ter sido abandonada devido à crescente demanda nas classes Hypercar e LMGT3, e a um número máximo de 37 carros no grid para toda a temporada. LMP2 ainda participará das 24 Horas de Le Mans, com um total de 15 entradas.
Os fabricantes inscritos na categoria LMGT3 só puderam inscrever no máximo dois carros, para permitir uma maior diversidade na categoria LMGT3. Foi dada prioridade aos fabricantes que também tenham inscrito um carro na categoria Hipercarro.

## Calendário
Em 9 de junho de 2023, durante o fim de semana de Le Mans de 2023, foi anunciado o calendário para a temporada de 2024. Contém oito corridas, incluindo duas corridas completamente novas e duas corridas de retorno. As corridas de Sebring, Portimão e Monza não retornarão em 2024, sendo que Monza não será realizada devido à reforma da pista. O evento de Imola mais tarde substituiria Monza como a etapa italiana no calendário, enquanto a série fará sua primeira visita ao Catar no início da temporada, permitindo um clima mais quente do que Sebring. As 6 Horas de São Paulo, visitadas pela última vez pelo WEC em 2014 ao lado da etapa Lone Star Le Mans que foi anteriormente realizada em 2020, também retornariam ao calendário.
| Rd | Corrida                      | Circuito                         | Local                         | Data               |
| -- | ---------------------------- | -------------------------------- | ----------------------------- | ------------------ |
|    | Prólogo                      | Circuito Internacional de Lusail | Lusail, Catar                 | 24/25 de Fevereiro |
| 1  | 1812 km do Catar             | Circuito Internacional de Lusail | Lusail, Catar                 | 2 de Março         |
| 2  | 6 Horas de Ímola             | Autódromo Enzo e Dino Ferrari    | Imola, Emilia-Romagna, Italia | 21 de Abril        |
| 3  | 6 Horas de Spa-Francorchamps | Circuit de Spa-Francorchamps     | Stavelot, Belgica             | 11 de Maio         |
| 4  | 24 Horas de Le Mans          | Circuit de la Sarthe             | Le Mans, França               | 15–16 de Junho     |
| 5  | 6 Horas de São Paulo         | Autódromo de Interlagos          | São Paulo, Brasil             | 14 de Julho        |
| 6  | Lone Star Le Mans            | Circuit of the Americas          | Austin, Texas, EUA            | 1 de Setembro      |
| 7  | 6 Horas de Fuji              | Fuji Speedway                    | Oyama, Shizuoka, Japão        | 15 de Setembro     |
| 8  | 8 Horas do Barém             | Bahrain International Circuit    | Sakhir, Bahrain               | 2 de Novembro      |

## Pilotos e Equipes
O número de inscrições foi limitado a 37 carros devido às limitações de garagem em Imola e no Circuit of the Americas. Frédéric Lequien, CEO da Le Mans Endurance Management, traçou uma meta para aumentar o tamanho do grid nas próximas temporadas.
| Inscrições         | Inscrições        | Inscrições |
| ------------------ | ----------------- | ---------- |
| Temporada completa | Entrada adicional |            |

### Hypercar
| Equipe                          | Carro                         | Motor                           | Sistema | Pneu | No. | Pilotos               | Rodadas |
| ------------------------------- | ----------------------------- | ------------------------------- | ------- | ---- | --- | --------------------- | ------- |
| Chip Ganassi Cadillac Racing    | Cadillac V-Series.R           | Cadillac LMC55R 5.5 L V8        | Hybrid  | M    | 2   | Earl Bamber           | 1       |
| Chip Ganassi Cadillac Racing    | Cadillac V-Series.R           | Cadillac LMC55R 5.5 L V8        | Hybrid  | M    | 2   | Alex Lynn             | 1       |
| Chip Ganassi Cadillac Racing    | Cadillac V-Series.R           | Cadillac LMC55R 5.5 L V8        | Hybrid  | M    | 2   | Sébastien Bourdais    | 1       |
| Chip Ganassi Cadillac Racing    | Cadillac V-Series.R           | Cadillac LMC55R 5.5 L V8        | Hybrid  | M    | 2   | Álex Palou            | 4       |
| Chip Ganassi Cadillac Racing    | Cadillac V-Series.R           | Cadillac LMC55R 5.5 L V8        | Hybrid  | M    | 2   | Ranger van der Zande  | TBA     |
| Chip Ganassi Cadillac Racing    | Cadillac V-Series.R           | Cadillac LMC55R 5.5 L V8        | Hybrid  | M    | 3   | Sébastien Bourdais    | 4       |
| Chip Ganassi Cadillac Racing    | Cadillac V-Series.R           | Cadillac LMC55R 5.5 L V8        | Hybrid  | M    | 3   | Ranger van der Zande  | 4       |
| Chip Ganassi Cadillac Racing    | Cadillac V-Series.R           | Cadillac LMC55R 5.5 L V8        | Hybrid  | M    | 3   | Scott Dixon           | 4       |
| Porsche Penske Motorsport       | Porsche 963                   | Porsche 9RD 4.6 L Turbo V8      | Hybrid  | M    | 4   | Mathieu Jaminet       | 4       |
| Porsche Penske Motorsport       | Porsche 963                   | Porsche 9RD 4.6 L Turbo V8      | Hybrid  | M    | 4   | TBA                   | 4       |
| Porsche Penske Motorsport       | Porsche 963                   | Porsche 9RD 4.6 L Turbo V8      | Hybrid  | M    | 4   | TBA                   | 4       |
| Porsche Penske Motorsport       | Porsche 963                   | Porsche 9RD 4.6 L Turbo V8      | Hybrid  | M    | 5   | Matt Campbell         | 1       |
| Porsche Penske Motorsport       | Porsche 963                   | Porsche 9RD 4.6 L Turbo V8      | Hybrid  | M    | 5   | Michael Christensen   | 1       |
| Porsche Penske Motorsport       | Porsche 963                   | Porsche 9RD 4.6 L Turbo V8      | Hybrid  | M    | 5   | Frédéric Makowiecki   | 1       |
| Porsche Penske Motorsport       | Porsche 963                   | Porsche 9RD 4.6 L Turbo V8      | Hybrid  | M    | 6   | Kévin Estre           | 1       |
| Porsche Penske Motorsport       | Porsche 963                   | Porsche 9RD 4.6 L Turbo V8      | Hybrid  | M    | 6   | André Lotterer        | 1       |
| Porsche Penske Motorsport       | Porsche 963                   | Porsche 9RD 4.6 L Turbo V8      | Hybrid  | M    | 6   | Laurens Vanthoor      | 1       |
| Toyota Gazoo Racing             | Toyota GR010 Hybrid           | Toyota 3.5 L Turbo V6           | Hybrid  | M    | 7   | Mike Conway           | 1       |
| Toyota Gazoo Racing             | Toyota GR010 Hybrid           | Toyota 3.5 L Turbo V6           | Hybrid  | M    | 7   | Kamui Kobayashi       | 1       |
| Toyota Gazoo Racing             | Toyota GR010 Hybrid           | Toyota 3.5 L Turbo V6           | Hybrid  | M    | 7   | Nyck de Vries         | 1       |
| Toyota Gazoo Racing             | Toyota GR010 Hybrid           | Toyota 3.5 L Turbo V6           | Hybrid  | M    | 8   | Sébastien Buemi       | 1       |
| Toyota Gazoo Racing             | Toyota GR010 Hybrid           | Toyota 3.5 L Turbo V6           | Hybrid  | M    | 8   | Brendon Hartley       | 1       |
| Toyota Gazoo Racing             | Toyota GR010 Hybrid           | Toyota 3.5 L Turbo V6           | Hybrid  | M    | 8   | Ryō Hirakawa          | 1       |
| Isotta Fraschini                | Isotta Fraschini Tipo 6 LMH-C | Isotta Fraschini 3.0 L Turbo V6 | Hybrid  | M    | 11  | Carl Wattana Bennett  | 1       |
| Isotta Fraschini                | Isotta Fraschini Tipo 6 LMH-C | Isotta Fraschini 3.0 L Turbo V6 | Hybrid  | M    | 11  | Jean-Karl Vernay      | 1       |
| Isotta Fraschini                | Isotta Fraschini Tipo 6 LMH-C | Isotta Fraschini 3.0 L Turbo V6 | Hybrid  | M    | 11  | Antonio Serravalle    | 1       |
| Hertz Team Jota                 | Porsche 963                   | Porsche 9RD 4.6 L Turbo V8      | Hybrid  | M    | 12  | Callum Ilott          | 1       |
| Hertz Team Jota                 | Porsche 963                   | Porsche 9RD 4.6 L Turbo V8      | Hybrid  | M    | 12  | Norman Nato           | 1       |
| Hertz Team Jota                 | Porsche 963                   | Porsche 9RD 4.6 L Turbo V8      | Hybrid  | M    | 12  | Will Stevens          | 1       |
| Hertz Team Jota                 | Porsche 963                   | Porsche 9RD 4.6 L Turbo V8      | Hybrid  | M    | 38  | Jenson Button         | 1       |
| Hertz Team Jota                 | Porsche 963                   | Porsche 9RD 4.6 L Turbo V8      | Hybrid  | M    | 38  | Philip Hanson         | 1       |
| Hertz Team Jota                 | Porsche 963                   | Porsche 9RD 4.6 L Turbo V8      | Hybrid  | M    | 38  | Oliver Rasmussen      | 1       |
| BMW M Team WRT                  | BMW M Hybrid V8               | BMW BMW P66 4.0 L Turbo V8      | Hybrid  | M    | 15  | Dries Vanthoor        | 1       |
| BMW M Team WRT                  | BMW M Hybrid V8               | BMW BMW P66 4.0 L Turbo V8      | Hybrid  | M    | 15  | Raffaele Marciello    | 1       |
| BMW M Team WRT                  | BMW M Hybrid V8               | BMW BMW P66 4.0 L Turbo V8      | Hybrid  | M    | 15  | Marco Wittmann        | 1       |
| BMW M Team WRT                  | BMW M Hybrid V8               | BMW BMW P66 4.0 L Turbo V8      | Hybrid  | M    | 20  | Sheldon van der Linde | 1       |
| BMW M Team WRT                  | BMW M Hybrid V8               | BMW BMW P66 4.0 L Turbo V8      | Hybrid  | M    | 20  | Robin Frijns          | 1       |
| BMW M Team WRT                  | BMW M Hybrid V8               | BMW BMW P66 4.0 L Turbo V8      | Hybrid  | M    | 20  | René Rast             | 1       |
| Lamborghini Iron Lynx           | Lamborghini SC63              | Lamborghini 3.8 L Turbo V8      | Hybrid  | M    | 19  | Romain Grosjean       | 4       |
| Lamborghini Iron Lynx           | Lamborghini SC63              | Lamborghini 3.8 L Turbo V8      | Hybrid  | M    | 19  | Andrea Caldarelli     | 4       |
| Lamborghini Iron Lynx           | Lamborghini SC63              | Lamborghini 3.8 L Turbo V8      | Hybrid  | M    | 19  | Matteo Cairoli        | 4       |
| Lamborghini Iron Lynx           | Lamborghini SC63              | Lamborghini 3.8 L Turbo V8      | Hybrid  | M    | 63  | Mirko Bortolotti      | 1       |
| Lamborghini Iron Lynx           | Lamborghini SC63              | Lamborghini 3.8 L Turbo V8      | Hybrid  | M    | 63  | Daniil Kvyat          | 1       |
| Lamborghini Iron Lynx           | Lamborghini SC63              | Lamborghini 3.8 L Turbo V8      | Hybrid  | M    | 63  | Edoardo Mortara       | 1       |
| Alpine Endurance Team Signatech | Alpine A424                   | Alpine 3.4 L Turbo V6           | Hybrid  | M    | 35  | Paul-Loup Chatin      | 1       |
| Alpine Endurance Team Signatech | Alpine A424                   | Alpine 3.4 L Turbo V6           | Hybrid  | M    | 35  | Ferdinand Habsburg    | 1       |
| Alpine Endurance Team Signatech | Alpine A424                   | Alpine 3.4 L Turbo V6           | Hybrid  | M    | 35  | Charles Milesi        | 1       |
| Alpine Endurance Team Signatech | Alpine A424                   | Alpine 3.4 L Turbo V6           | Hybrid  | M    | 36  | Nicolas Lapierre      | 1       |
| Alpine Endurance Team Signatech | Alpine A424                   | Alpine 3.4 L Turbo V6           | Hybrid  | M    | 36  | Matthieu Vaxivière    | 1       |
| Alpine Endurance Team Signatech | Alpine A424                   | Alpine 3.4 L Turbo V6           | Hybrid  | M    | 36  | Mick Schumacher       | 1       |
| Ferrari AF Corse                | Ferrari 499P                  | Ferrari F163 3.0 L Turbo V6     | Hybrid  | M    | 50  | Antonio Fuoco         | 1       |
| Ferrari AF Corse                | Ferrari 499P                  | Ferrari F163 3.0 L Turbo V6     | Hybrid  | M    | 50  | Miguel Molina         | 1       |
| Ferrari AF Corse                | Ferrari 499P                  | Ferrari F163 3.0 L Turbo V6     | Hybrid  | M    | 50  | Nicklas Nielsen       | 1       |
| Ferrari AF Corse                | Ferrari 499P                  | Ferrari F163 3.0 L Turbo V6     | Hybrid  | M    | 51  | Alessandro Pier Guidi | 1       |
| Ferrari AF Corse                | Ferrari 499P                  | Ferrari F163 3.0 L Turbo V6     | Hybrid  | M    | 51  | James Calado          | 1       |
| Ferrari AF Corse                | Ferrari 499P                  | Ferrari F163 3.0 L Turbo V6     | Hybrid  | M    | 51  | Antonio Giovinazzi    | 1       |
| AF Corse                        | Ferrari 499P                  | Ferrari F163 3.0 L Turbo V6     | Hybrid  | M    | 83  | Robert Kubica         | 1       |
| AF Corse                        | Ferrari 499P                  | Ferrari F163 3.0 L Turbo V6     | Hybrid  | M    | 83  | Robert Shwartzman     | 1       |
| AF Corse                        | Ferrari 499P                  | Ferrari F163 3.0 L Turbo V6     | Hybrid  | M    | 83  | Yifei Ye              | 1       |
| Peugeot TotalEnergies           | Peugeot 9X8                   | Peugeot X6H 2.6 L Turbo V6      | Hybrid  | M    | 93  | Paul di Resta         | 1       |
| Peugeot TotalEnergies           | Peugeot 9X8                   | Peugeot X6H 2.6 L Turbo V6      | Hybrid  | M    | 93  | Mikkel Jensen         | 1       |
| Peugeot TotalEnergies           | Peugeot 9X8                   | Peugeot X6H 2.6 L Turbo V6      | Hybrid  | M    | 93  | Jean-Éric Vergne      | 1       |
| Peugeot TotalEnergies           | Peugeot 9X8                   | Peugeot X6H 2.6 L Turbo V6      | Hybrid  | M    | 94  | Loïc Duval            | 1       |
| Peugeot TotalEnergies           | Peugeot 9X8                   | Peugeot X6H 2.6 L Turbo V6      | Hybrid  | M    | 94  | Nico Müller           | 1       |
| Peugeot TotalEnergies           | Peugeot 9X8                   | Peugeot X6H 2.6 L Turbo V6      | Hybrid  | M    | 94  | Stoffel Vandoorne     | 1       |
| Proton Competition              | Porsche 963                   | Porsche 9RD 4.6 L Turbo V8      | Hybrid  | M    | 99  | Harry Tincknell       | 1       |
| Proton Competition              | Porsche 963                   | Porsche 9RD 4.6 L Turbo V8      | Hybrid  | M    | 99  | Neel Jani             | 1       |
| Proton Competition              | Porsche 963                   | Porsche 9RD 4.6 L Turbo V8      | Hybrid  | M    | 99  | Julian Andlauer       | 1       |
| Whelen Cadillac Racing          | Cadillac V-Series.R           | Cadillac LMC55R 5.5 L V8        | Hybrid  | M    | 311 | Pipo Derani           | 4       |
| Whelen Cadillac Racing          | Cadillac V-Series.R           | Cadillac LMC55R 5.5 L V8        | Hybrid  | M    | 311 | Jack Aitken           | 4       |
| Whelen Cadillac Racing          | Cadillac V-Series.R           | Cadillac LMC55R 5.5 L V8        | Hybrid  | M    | 311 | Felipe Drugovich      | 4       |

### LMP2
A classe LMP2 estará presente apenas nas 24 Horas de Le Mans com ao menos 15 carros inscritos.

### LMGT3
| Equipe               | Carro                            | Motor                            | Pneu | No. | Pilotos               | Rodadas |
| -------------------- | -------------------------------- | -------------------------------- | ---- | --- | --------------------- | ------- |
| Heart of Racing Team | Aston Martin Vantage AMR GT3 Evo | Aston Martin M177 4.0 L Turbo V8 | G    | 27  | Ian James             | 1       |
| Heart of Racing Team | Aston Martin Vantage AMR GT3 Evo | Aston Martin M177 4.0 L Turbo V8 | G    | 27  | Daniel Mancinelli     | 1       |
| Heart of Racing Team | Aston Martin Vantage AMR GT3 Evo | Aston Martin M177 4.0 L Turbo V8 | G    | 27  | Alex Riberas          | 1       |
| Team WRT             | BMW M4 GT3                       | BMW P58 3.0 L Turbo I6           | G    | 31  | Augusto Farfus        | 1       |
| Team WRT             | BMW M4 GT3                       | BMW P58 3.0 L Turbo I6           | G    | 31  | Sean Gelael           | 1       |
| Team WRT             | BMW M4 GT3                       | BMW P58 3.0 L Turbo I6           | G    | 31  | Darren Leung          | 1       |
| Team WRT             | BMW M4 GT3                       | BMW P58 3.0 L Turbo I6           | G    | 46  | Valentino Rossi       | 1       |
| Team WRT             | BMW M4 GT3                       | BMW P58 3.0 L Turbo I6           | G    | 46  | Maxime Martim         | 1       |
| Team WRT             | BMW M4 GT3                       | BMW P58 3.0 L Turbo I6           | G    | 46  | Ahmad Al Harthy       | 1       |
| Proton Competition   | Ford Mustang GT3                 | Ford Coyote 5.4 L V8             | G    | 77  | Ben Barker            | All     |
| Proton Competition   | Ford Mustang GT3                 | Ford Coyote 5.4 L V8             | G    | 77  | Ryan Hardwick         | All     |
| Proton Competition   | Ford Mustang GT3                 | Ford Coyote 5.4 L V8             | G    | 77  | Zacharie Robichon     | All     |
| Proton Competition   | Ford Mustang GT3                 | Ford Coyote 5.4 L V8             | G    | 88  | Dennis Olsen          | All     |
| Proton Competition   | Ford Mustang GT3                 | Ford Coyote 5.4 L V8             | G    | 88  | Mikkel O. Pedersen    | 1–7     |
| Proton Competition   | Ford Mustang GT3                 | Ford Coyote 5.4 L V8             | G    | 88  | Giorgio Roda          | 1–4, 8  |
| Proton Competition   | Ford Mustang GT3                 | Ford Coyote 5.4 L V8             | G    | 88  | Christian Ried        | 5, 7    |
| Proton Competition   | Ford Mustang GT3                 | Ford Coyote 5.4 L V8             | G    | 88  | Ben Keating           | 6       |
| Proton Competition   | Ford Mustang GT3                 | Ford Coyote 5.4 L V8             | G    | 88  | Giammarco Levorato    | 8       |
| Vista AF Corse       | Ferrari 296 GT3                  | Ferrari F163 3.0 L Turbo V6      | G    | 54  | Francesco Castellacci | 1       |
| Vista AF Corse       | Ferrari 296 GT3                  | Ferrari F163 3.0 L Turbo V6      | G    | 54  | Thomas Flohr          | 1       |
| Vista AF Corse       | Ferrari 296 GT3                  | Ferrari F163 3.0 L Turbo V6      | G    | 54  | Davide Rigon          | 1       |
| Vista AF Corse       | Ferrari 296 GT3                  | Ferrari F163 3.0 L Turbo V6      | G    | 55  | François Heriau       | 1       |
| Vista AF Corse       | Ferrari 296 GT3                  | Ferrari F163 3.0 L Turbo V6      | G    | 55  | Simon Mann            | 1       |
| Vista AF Corse       | Ferrari 296 GT3                  | Ferrari F163 3.0 L Turbo V6      | G    | 55  | Alessio Rovera        | 1       |
| United Autosports    | McLaren 720S GT3 Evo             | McLaren M840T 4.0 L Turbo V8     | G    | 59  | Grégoire Saucy        | 1       |
| United Autosports    | McLaren 720S GT3 Evo             | McLaren M840T 4.0 L Turbo V8     | G    | 59  | Nicolas Costa         | 1       |
| United Autosports    | McLaren 720S GT3 Evo             | McLaren M840T 4.0 L Turbo V8     | G    | 59  | James Cottingham      | 1       |
| United Autosports    | McLaren 720S GT3 Evo             | McLaren M840T 4.0 L Turbo V8     | G    | 95  | Marino Sato           | 1       |
| United Autosports    | McLaren 720S GT3 Evo             | McLaren M840T 4.0 L Turbo V8     | G    | 95  | Nico Pino             | 1       |
| United Autosports    | McLaren 720S GT3 Evo             | McLaren M840T 4.0 L Turbo V8     | G    | 95  | Josh Caygill          | 1       |
| Iron Lynx            | Lamborghini Huracán GT3 Evo 2    | Lamborghini DGF 5.2 L V10        | G    | 60  | Claudio Schiavoni     | 1       |
| Iron Lynx            | Lamborghini Huracán GT3 Evo 2    | Lamborghini DGF 5.2 L V10        | G    | 60  | Matteo Cressoni       | 1       |
| Iron Lynx            | Lamborghini Huracán GT3 Evo 2    | Lamborghini DGF 5.2 L V10        | G    | 60  | Frank Perera          | 1       |
| Iron Dames           | Lamborghini Huracán GT3 Evo 2    | Lamborghini DGF 5.2 L V10        | G    | 85  | Michelle Gatting      | 1       |
| Iron Dames           | Lamborghini Huracán GT3 Evo 2    | Lamborghini DGF 5.2 L V10        | G    | 85  | Sarah Bovy            | 1       |
| Iron Dames           | Lamborghini Huracán GT3 Evo 2    | Lamborghini DGF 5.2 L V10        | G    | 85  | Doriane Pin           | 1       |
| JMW Motorsport       | Ferrari 296 GT3                  | Ferrari F163 3.0 L Turbo V6      | G    | 66  | Giacomo Petrobelli    | 4       |
| JMW Motorsport       | Ferrari 296 GT3                  | Ferrari F163 3.0 L Turbo V6      | G    | 66  | TBA                   | 4       |
| JMW Motorsport       | Ferrari 296 GT3                  | Ferrari F163 3.0 L Turbo V6      | G    | 66  | TBA                   | 4       |
| Inception Racing     | McLaren 720S GT3 Evo             | McLaren M840T 4.0 L Turbo V8     | G    | 70  | Brendan Iribe         | 4       |
| Inception Racing     | McLaren 720S GT3 Evo             | McLaren M840T 4.0 L Turbo V8     | G    | 70  | Ollie Millroy         | 4       |
| Inception Racing     | McLaren 720S GT3 Evo             | McLaren M840T 4.0 L Turbo V8     | G    | 70  | Frederik Schandorff   | 4       |
| Akkodis ASP Team     | Lexus RC F GT3                   | Lexus 2UR-GSE 5.0 L V8           | G    | 78  | Timur Boguslavskiy    | 1       |
| Akkodis ASP Team     | Lexus RC F GT3                   | Lexus 2UR-GSE 5.0 L V8           | G    | 78  | Kelvin van der Linde  | 1       |
| Akkodis ASP Team     | Lexus RC F GT3                   | Lexus 2UR-GSE 5.0 L V8           | G    | 78  | Arnold Robin          | 1       |
| Akkodis ASP Team     | Lexus RC F GT3                   | Lexus 2UR-GSE 5.0 L V8           | G    | 87  | Takeshi Kimura        | 1       |
| Akkodis ASP Team     | Lexus RC F GT3                   | Lexus 2UR-GSE 5.0 L V8           | G    | 87  | José María López      | 1       |
| Akkodis ASP Team     | Lexus RC F GT3                   | Lexus 2UR-GSE 5.0 L V8           | G    | 87  | Esteban Masson        | 1       |
| TF Sport             | Chevrolet Corvette Z06 GT3.R     | Chevrolet LT6.R 5.5 L V8         | G    | 81  | Rui Andrade           | 1       |
| TF Sport             | Chevrolet Corvette Z06 GT3.R     | Chevrolet LT6.R 5.5 L V8         | G    | 81  | Charlie Eastwood      | 1       |
| TF Sport             | Chevrolet Corvette Z06 GT3.R     | Chevrolet LT6.R 5.5 L V8         | G    | 81  | Tom van Rompuy        | 1       |
| TF Sport             | Chevrolet Corvette Z06 GT3.R     | Chevrolet LT6.R 5.5 L V8         | G    | 82  | Daniel Juncadella     | 1       |
| TF Sport             | Chevrolet Corvette Z06 GT3.R     | Chevrolet LT6.R 5.5 L V8         | G    | 82  | Sébastian Baud        | 1       |
| TF Sport             | Chevrolet Corvette Z06 GT3.R     | Chevrolet LT6.R 5.5 L V8         | G    | 82  | Hiroshi Koizumi       | 1       |
| GR Racing            | Ferrari 296 GT3                  | Ferrari F163 3.0 L Turbo V6      | G    | 86  | Michael Wainwright    | 4       |
| GR Racing            | Ferrari 296 GT3                  | Ferrari F163 3.0 L Turbo V6      | G    | 86  | TBA                   | 4       |
| GR Racing            | Ferrari 296 GT3                  | Ferrari F163 3.0 L Turbo V6      | G    | 86  | TBA                   | 4       |
| Manthey EMA          | Porsche 911 GT3 R (992)          | Porsche M97/80 4.2 L Flat-6      | G    | 91  | Richard Lietz         | 1       |
| Manthey EMA          | Porsche 911 GT3 R (992)          | Porsche M97/80 4.2 L Flat-6      | G    | 91  | Morris Schuring       | 1       |
| Manthey EMA          | Porsche 911 GT3 R (992)          | Porsche M97/80 4.2 L Flat-6      | G    | 91  | Yasser Shahin         | 1       |
| Manthey Pure Rxcing  | Porsche 911 GT3 R (992)          | Porsche M97/80 4.2 L Flat-6      | G    | 92  | Klaus Bachler         | 1       |
| Manthey Pure Rxcing  | Porsche 911 GT3 R (992)          | Porsche M97/80 4.2 L Flat-6      | G    | 92  | Alex Malykhin         | 1       |
| Manthey Pure Rxcing  | Porsche 911 GT3 R (992)          | Porsche M97/80 4.2 L Flat-6      | G    | 92  | Joel Sturm            | 1       |
| Spirit of Race       | Ferrari 296 GT3                  | Ferrari F163 3.0 L Turbo V6      | G    | 155 | Duncan Cameron        | 4       |
| Spirit of Race       | Ferrari 296 GT3                  | Ferrari F163 3.0 L Turbo V6      | G    | 155 | Matthew Griffin       | 4       |
| Spirit of Race       | Ferrari 296 GT3                  | Ferrari F163 3.0 L Turbo V6      | G    | 155 | David Perel           | 4       |
| D'station Racing     | Aston Martin Vantage AMR GT3 Evo | Aston Martin M177 4.0 L Turbo V8 | G    | 777 | Marco Sørensen        | 1       |
| D'station Racing     | Aston Martin Vantage AMR GT3 Evo | Aston Martin M177 4.0 L Turbo V8 | G    | 777 | Erwan Bastard         | 1       |
| D'station Racing     | Aston Martin Vantage AMR GT3 Evo | Aston Martin M177 4.0 L Turbo V8 | G    | 777 | Clément Mateu         | 1       |
| D'station Racing     | Aston Martin Vantage AMR GT3 Evo | Aston Martin M177 4.0 L Turbo V8 | G    | 777 | Satoshi Hoshino       | TBA     |

## Resultados
São listados abaixo os participantes do Campeonato do Mundo de Endurance mais bem classificados e que terminem a prova. Equipas convidadas poderão terminar à frente dos participantes do WEC, em corrida.
| Rod.   | Circuito  | Hypercar vencedores                          | LMGT3 vencedores                                | Detalhes |
| ------ | --------- | -------------------------------------------- | ----------------------------------------------- | -------- |
| 1      | Lusail    | Nº 6 Porsche Penske Motorsport               | Nº 92 Manthey PureRxcing                        | Detalhes |
| 1      | Lusail    | Kévin Estre André Lotterer Laurens Vanthoor  | Klaus Bachler Alex Malykhin Joel Sturm          | Detalhes |
| 2      | Ímola     | Nº 7 Toyota Gazoo Racing                     | Nº 31 Team WRT                                  | Detalhes |
| 2      | Ímola     | Mike Conway Kamui Kobayashi Nyck de Vries    | Augusto Farfus Sean Gelael Darren Leung         | Detalhes |
| 3      | Spa       | Nº 12 Hertz Team Jota                        | Nº 91 Manthey EMA                               | Detalhes |
| 3      | Spa       | Callum Ilott Will Stevens                    | Richard Lietz Morris Schuring Yasser Shahin     | Detalhes |
| 4      | Le Mans   | Nº 50 Ferrari AF Corse                       | Nº 91 Manthey EMA                               | Detalhes |
| 4      | Le Mans   | Antonio Fuoco Miguel Molina Nicklas Nielsen  | Richard Lietz Morris Schuring Yasser Shahin     | Detalhes |
| 5      | São Paulo | Nº 8 Toyota Gazoo Racing                     | Nº 92 Manthey PureRxcing                        | Detalhes |
| 5      | São Paulo | Sébastien Buemi Brendon Hartley Ryō Hirakawa | Klaus Bachler Alex Malykhin Joel Sturm          | Detalhes |
| 6      | Austin    | Nº 83 AF Corse                               | Nº 27 Heart of Racing Team                      | Detalhes |
| 6      | Austin    | Robert Kubica Robert Shwartzman Yifei Ye     | Ian James Daniel Mancinelli Alex Riberas        | Detalhes |
| 7      | Fuji      | Nº 6 Porsche Penske Motorsport               | Nº 54 Vista AF Corse                            | Detalhes |
| 7      | Fuji      | Kévin Estre André Lotterer Laurens Vanthoor  | Francesco Castellacci Thomas Flohr Davide Rigon | Detalhes |
| 8      | Bahrain   | Nº 8 Toyota Gazoo Racing                     | Nº 55 Vista AF Corse                            |          |
| 8      | Bahrain   | Sébastien Buemi Brendon Hartley Ryō Hirakawa | François Heriau Simon Mann Alessio Rovera       |          |
| Fonte: |           |                                              |                                                 |          |

## Classificações
É atribuído um título de Campeão do Mundo FIA aos pilotos vencedores da cateogria Hypercar. Um FIA Endurance Trophy é atribuído aos pilotos vencedores da categoria LMGT3.
É atribuído um título de Campeão do Mundo ao contrutor da categoria Hypercar. Uma Taça do Mundo FIA World é atribuída a equipas cliente e privadas da categoria Hypercar. Um FIA Endurance Trophy é atribuído às equipas LMGT3.
| Duração    | 1º | 2º | 3º | 4º | 5º | 6º | 7º | 8º | 9º | 10º | Pole |
| ---------- | -- | -- | -- | -- | -- | -- | -- | -- | -- | --- | ---- |
| 6 horas    | 25 | 18 | 15 | 12 | 10 | 8  | 6  | 4  | 2  | 1   | 1    |
| 8–10 horas | 38 | 27 | 23 | 18 | 15 | 12 | 9  | 6  | 3  | 2   | 1    |
| 24 horas   | 50 | 36 | 30 | 24 | 20 | 16 | 12 | 8  | 4  | 2   | 1    |

### Pilotos Hypercar
| Pos. | Piloto                | Equipa                    | QAT | ITA | SPA | LMS | SÃO | COA | FUJ | BHR | Pontos |
| ---- | --------------------- | ------------------------- | --- | --- | --- | --- | --- | --- | --- | --- | ------ |
| 1    | Kévin Estre           | Porsche Penske Motorsport | 1   | 2   | 2   | 4   | 2   | 6   | 1   | 10  | 152    |
| 1    | André Lotterer        | Porsche Penske Motorsport | 1   | 2   | 2   | 4   | 2   | 6   | 1   | 10  | 152    |
| 1    | Laurens Vanthoor      | Porsche Penske Motorsport | 1   | 2   | 2   | 4   | 2   | 6   | 1   | 10  | 152    |
| 2    | Antonio Fuoco         | Ferrari AF Corse          | 6   | 4   | 3   | 1   | 6   | 3   | 9   | 11  | 115    |
| 2    | Miguel Molina         | Ferrari AF Corse          | 6   | 4   | 3   | 1   | 6   | 3   | 9   | 11  | 115    |
| 2    | Nicklas Nielsen       | Ferrari AF Corse          | 6   | 4   | 3   | 1   | 6   | 3   | 9   | 11  | 115    |
| 3    | Kamui Kobayashi       | Toyota Gazoo Racing       | 5   | 1   | 7   | 2   | 4   | 2   | Ret | Ret | 113    |
| 3    | Nyck de Vries         | Toyota Gazoo Racing       | 5   | 1   | 7   | 2   | 4   | 2   | Ret | Ret | 113    |
| 4    | Sébastien Buemi       | Toyota Gazoo Racing       | 8   | 5   | 6   | 5   | 1   | 15  | 10  | 1   | 109    |
| 4    | Brendon Hartley       | Toyota Gazoo Racing       | 8   | 5   | 6   | 5   | 1   | 15  | 10  | 1   | 109    |
| 4    | Ryō Hirakawa          | Toyota Gazoo Racing       | 8   | 5   | 6   | 5   | 1   | 15  | 10  | 1   | 109    |
| 5    | Matt Campbell         | Porsche Penske Motorsport | 3   | 3   | Ret | 6   | 3   | 7   | Ret | 2   | 104    |
| 5    | Michael Christensen   | Porsche Penske Motorsport | 3   | 3   | Ret | 6   | 3   | 7   | Ret | 2   | 104    |
| 5    | Frédéric Makowiecki   | Porsche Penske Motorsport | 3   | 3   | Ret | 6   | 3   | 7   | Ret | 2   | 104    |
| 6    | Mike Conway           | Toyota Gazoo Racing       | 5   | 1   | 7   |     | 4   | 2   | Ret | Ret | 77     |
| 7    | Callum Ilott          | Hertz Team Jota           | 2   | 14  | 1   | 8   | 18  | Ret | 5   | 13  | 70     |
| 7    | Will Stevens          | Hertz Team Jota           | 2   | 14  | 1   | 8   | 18  | Ret | 5   | 13  | 70     |
| 8    | James Calado          | Ferrari AF Corse          | 12  | 7   | 4   | 3   | 5   | Ret | Ret | 14  | 59     |
| 8    | Antonio Giovinazzi    | Ferrari AF Corse          | 12  | 7   | 4   | 3   | 5   | Ret | Ret | 14  | 59     |
| 8    | Alessandro Pier Guidi | Ferrari AF Corse          | 12  | 7   | 4   | 3   | 5   | Ret | Ret | 14  | 59     |
| 9    | Robert Kubica         | AF Corse                  | 4   | 8   | 8   | Ret | 11  | 1   | 12  | 8   | 57     |
| 9    | Robert Shwartzman     | AF Corse                  | 4   | 8   | 8   | Ret | 11  | 1   | 12  | 8   | 57     |
| 9    | Yifei Ye              | AF Corse                  | 4   | 8   | 8   | Ret | 11  | 1   | 12  | 8   | 57     |
| 10   | Norman Nato           | Hertz Team Jota           | 2   | 14  |     | 8   | 18  | Ret | 5   | 13  | 45     |
| 11   | Ferdinand Habsburg    | Alpine Endurance Team     | 7   |     |     | Ret | 12  | 5   | 7   | 4   | 43     |
| 12   | Mikkel Jensen         | Peugeot TotalEnergies     | DSQ | 9   | 10  | 12  | 8   | 12  | 4   | 3   | 42     |
| 12   | Nico Müller           | Peugeot TotalEnergies     | DSQ | 9   | 10  | 12  | 8   | 12  | 4   | 3   | 42     |
| 13   | Jean-Éric Vergne      | Peugeot TotalEnergies     | DSQ | 9   |     | 12  | 8   | 12  | 4   | 3   | 41     |
| 14   | Raffaele Marciello    | BMW M Team WRT            | 14  | DSQ | 11  | Ret | 9   | 8   | 2   | 5   | 39     |
| 14   | Dries Vanthoor        | BMW M Team WRT            | 14  | DSQ | 11  | Ret | 9   | 8   | 2   | 5   | 39     |
| 14   | Marco Wittmann        | BMW M Team WRT            | 14  | DSQ | 11  | Ret | 9   | 8   | 2   | 5   | 39     |
| 15   | Earl Bamber           | Cadillac Racing           | DSQ | 10  | Ret | 7   | 13  | 4   | Ret | 6   | 38     |
| 16   | José María López      | Toyota Gazoo Racing       |     |     |     | 2   |     |     |     |     | 36     |
| 17   | Charles Milesi        | Alpine Endurance Team     | 7   | 13  | 9   | Ret | 12  | 5   | 7   | 9   | 30     |
| 18   | Paul-Loup Chatin      | Alpine Endurance Team     | 7   | 13  | 9   | Ret | 12  | 5   |     | 4   | 29     |
| 19   | Jenson Button         | Hertz Team Jota           | Ret | 11  | Ret | 9   | 7   | 10  | 6   | 7   | 28     |
| 19   | Phil Hanson           | Hertz Team Jota           | Ret | 11  | Ret | 9   | 7   | 10  | 6   | 7   | 28     |
| 19   | Oliver Rasmussen      | Hertz Team Jota           | Ret | 11  | Ret | 9   | 7   | 10  | 6   | 7   | 28     |
| 20   | Alex Lynn             | Cadillac Racing           | DSQ | 10  | Ret | 7   | 13  | 4   | Ret | 6   | 26     |
| 21   | Jules Gounon          | Alpine Endurance Team     |     | 13  | 9   |     |     |     | 7   | 4   | 24     |
| 22   | Mick Schumacher       | Alpine Endurance Team     | 11  | 16  | 12  | Ret | 10  | 9   | 3   | 9   | 21     |
| 22   | Matthieu Vaxivière    | Alpine Endurance Team     | 11  | 16  | 12  | Ret | 10  | 9   | 3   | 9   | 21     |
| 23   | Nicolas Lapierre      | Alpine Endurance Team     | 11  | 16  | 12  | Ret | 10  | 9   | 3   |     | 18     |
| 24   | Julien Andlauer       | Proton Competition        | 9   | Ret | 5   | 14  | 15  | 11  | 11  | 12  | 13     |
| 24   | Neel Jani             | Proton Competition        | 9   | Ret | 5   | 14  | 15  | 11  | 11  | 12  | 13     |
| 25   | Sébastien Bourdais    | Cadillac Racing           | DSQ |     |     |     |     |     |     | 6   | 12     |
| 26   | Álex Palou            | Cadillac Racing           |     |     |     | 7   |     |     |     |     | 12     |
| 27   | Robin Frijns          | BMW M Team WRT            | 10  | 6   | 13  | NC  | 14  | 13  | Ret | Ret | 10     |
| 27   | René Rast             | BMW M Team WRT            | 10  | 6   | 13  | NC  | 14  | 13  | Ret | Ret | 10     |
| 27   | Sheldon van der Linde | BMW M Team WRT            | 10  | 6   | 13  | NC  | 14  | 13  | Ret | Ret | 10     |
| 28   | Paul di Resta         | Peugeot TotalEnergies     | 15  | 15  | 14  | 11  | 16  | Ret | 8   | Ret | 4      |
| 28   | Loïc Duval            | Peugeot TotalEnergies     | 15  | 15  | 14  | 11  | 16  | Ret | 8   | Ret | 4      |
| 29   | Stoffel Vandoorne     | Peugeot TotalEnergies     | 15  | 15  |     | 11  | 16  | Ret | 8   | Ret | 4      |
| 30   | Harry Tincknell       | Proton Competition        | 9   | Ret |     | 14  |     | 11  | 11  | 12  | 3      |
| 31   | Mirko Bortolotti      | Lamborghini Iron Lynx     | 13  | 12  | Ret | 10  | 17  | 14  | Ret | Ret | 2      |
| 31   | Daniil Kvyat          | Lamborghini Iron Lynx     | 13  | 12  | Ret | 10  | 17  | 14  | Ret | Ret | 2      |
| 32   | Edoardo Mortara       | Lamborghini Iron Lynx     | 13  | 12  |     | 10  | 17  | 14  | Ret | Ret | 2      |
| 33   | Carl Bennett          | Isotta Fraschini          | Ret | 17  | 15  | 13  | Ret |     |     |     | 0      |
| 33   | Antonio Serravalle    | Isotta Fraschini          | Ret | 17  | 15  | 13  | Ret |     |     |     | 0      |
| 33   | Jean-Karl Vernay      | Isotta Fraschini          | Ret | 17  | 15  | 13  | Ret |     |     |     | 0      |
| 34   | Andrea Caldarelli     | Lamborghini Iron Lynx     |     |     | Ret |     |     |     |     |     | 0      |
| Pos. | Piloto                | Equipa                    | QAT | ITA | SPA | LMS | SÃO | COA | FUJ | BHR | Pontos |

| Cor      | Resultado                      |
| -------- | ------------------------------ |
| Ouro     | Vencedor                       |
| Prata    | 2º lugar                       |
| Bronze   | 3º lugar                       |
| Verde    | Terminou, nos pontos           |
| Azul     | Terminou, sem pontos           |
| Azul     | Terminou, sem classificar (NC) |
| Púrpura  | Retirou-se (Ret)               |
| Vermelho | Não qualificado (NQ)           |
| Vermelho | Não pré-qualificado (NPQ)      |
| Preto    | Desqualificado (DSQ)           |
| Branco   | Não largou (NL)                |
| Branco   | Desistência (WD)               |
| Branco   | Corrida cancelada (C)          |
| Sem cor  | Não participou (NP)            |
| Sem cor  | Excluído (EX)                  |

### Pilotos LMGT3
| Pos. | Piloto                | Equipa               | QAT | ITA | SPA | LMS | SÃO | COA | FUJ | BHR | Pontos |
| ---- | --------------------- | -------------------- | --- | --- | --- | --- | --- | --- | --- | --- | ------ |
| 1    | Klaus Bachler         | Manthey PureRxcing   | 1   | 3   | 2   | 10  | 1   | 2   | 2   | 9   | 139    |
| 1    | Alex Malykhin         | Manthey PureRxcing   | 1   | 3   | 2   | 10  | 1   | 2   | 2   | 9   | 139    |
| 1    | Joel Sturm            | Manthey PureRxcing   | 1   | 3   | 2   | 10  | 1   | 2   | 2   | 9   | 139    |
| 2    | Richard Lietz         | Manthey EMA          | 15  | 16  | 1   | 1   | 12  | 3   | 14  | 5   | 105    |
| 2    | Morris Schuring       | Manthey EMA          | 15  | 16  | 1   | 1   | 12  | 3   | 14  | 5   | 105    |
| 2    | Yasser Shahin         | Manthey EMA          | 15  | 16  | 1   | 1   | 12  | 3   | 14  | 5   | 105    |
| 3    | François Heriau       | Vista AF Corse       | 7   | 4   | 13  | 5   | 6   | 10  | 6   | 1   | 97     |
| 3    | Simon Mann            | Vista AF Corse       | 7   | 4   | 13  | 5   | 6   | 10  | 6   | 1   | 97     |
| 3    | Alessio Rovera        | Vista AF Corse       | 7   | 4   | 13  | 5   | 6   | 10  | 6   | 1   | 97     |
| 4    | Augusto Farfus        | Team WRT             | 6   | 1   | Ret | 2   | 10  | 5   | 10  | 13  | 85     |
| 4    | Sean Gelael           | Team WRT             | 6   | 1   | Ret | 2   | 10  | 5   | 10  | 13  | 85     |
| 4    | Darren Leung          | Team WRT             | 6   | 1   | Ret | 2   | 10  | 5   | 10  | 13  | 85     |
| 5    | Ian James             | Heart of Racing Team | 2   | 5   | 11  | Ret | 2   | 1   | 9   | 11  | 83     |
| 5    | Daniel Mancinelli     | Heart of Racing Team | 2   | 5   | 11  | Ret | 2   | 1   | 9   | 11  | 83     |
| 5    | Alex Riberas          | Heart of Racing Team | 2   | 5   | 11  | Ret | 2   | 1   | 9   | 11  | 83     |
| 6    | Ahmad Al Harthy       | Team WRT             | 4   | 2   | Ret | Ret | 5   | NC  | 3   | 14  | 61     |
| 6    | Maxime Martin         | Team WRT             | 4   | 2   | Ret | Ret | 5   | NC  | 3   | 14  | 61     |
| 6    | Valentino Rossi       | Team WRT             | 4   | 2   | Ret | Ret | 5   | NC  | 3   | 14  | 61     |
| 7    | Francesco Castellacci | Vista AF Corse       | 5   | 12  | 6   | Ret | 15  | Ret | 1   | 7   | 57     |
| 7    | Thomas Flohr          | Vista AF Corse       | 5   | 12  | 6   | Ret | 15  | Ret | 1   | 7   | 57     |
| 7    | Davide Rigon          | Vista AF Corse       | 5   | 12  | 6   | Ret | 15  | Ret | 1   | 7   | 57     |
| 8    | Sarah Bovy            | Iron Dames           | 8   | Ret | 5   | 4   | Ret | 13  | 5   | 10  | 54     |
| 8    | Michelle Gatting      | Iron Dames           | 8   | Ret | 5   | 4   | Ret | 13  | 5   | 10  | 54     |
| 9    | Nicolas Costa         | United Autosports    | 14  | 11  | 4   | Ret | 4   | 4   | 8   | 6   | 52     |
| 9    | James Cottingham      | United Autosports    | 14  | 11  | 4   | Ret | 4   | 4   | 8   | 6   | 52     |
| 9    | Grégoire Saucy        | United Autosports    | 14  | 11  | 4   | Ret | 4   | 4   | 8   | 6   | 52     |
| 10   | Rui Andrade           | TF Sport             | Ret | 7   | Ret | 12  | 8   | Ret | 4   | 2   | 50     |
| 10   | Charlie Eastwood      | TF Sport             | Ret | 7   | Ret | 12  | 8   | Ret | 4   | 2   | 50     |
| 10   | Tom van Rompuy        | TF Sport             | Ret | 7   | Ret | 12  | 8   | Ret | 4   | 2   | 50     |
| 11   | Erwan Bastard         | D'station Racing     | 3   | 10  | 7   | 7   | 9   | Ret | 7   | 12  | 50     |
| 11   | Marco Sørensen        | D'station Racing     | 3   | 10  | 7   | 7   | 9   | Ret | 7   | 12  | 50     |
| 12   | Rahel Frey            | Iron Dames           |     |     | 5   | 4   | Ret | 13  | 5   | 10  | 48     |
| 13   | Clément Mateu         | D'station Racing     | 3   | 10  | 7   |     | 9   | Ret | 7   | 12  | 38     |
| 14   | Sébastien Baud        | TF Sport             | 10  | 8   | 12  | 9   | Ret | 8   | Ret | 3   | 37     |
| 14   | Daniel Juncadella     | TF Sport             | 10  | 8   | 12  | 9   | Ret | 8   | Ret | 3   | 37     |
| 14   | Hiroshi Koizumi       | TF Sport             | 10  | 8   | 12  | 9   | Ret | 8   | Ret | 3   | 37     |
| 15   | Dennis Olsen          | Proton Competition   | 9   | Ret | 8   | 3   | 13  | NC  | 16  | Ret | 37     |
| 16   | Mikkel O. Pedersen    | Proton Competition   | 9   | Ret | 8   | 3   | 13  | NC  | 16  |     | 37     |
| 17   | Giorgio Roda          | Proton Competition   | 9   | Ret | 8   | 3   |     |     |     | Ret | 37     |
| 18   | Nico Pino             | United Autosports    | 13  | 6   | Ret | Ret | 3   | 7   | 17  | 8   | 36     |
| 18   | Marino Sato           | United Autosports    | 13  | 6   | Ret | Ret | 3   | 7   | 17  | 8   | 36     |
| 18   | Josh Caygill          | United Autosports    | 13  | 6   | Ret |     | 3   | 7   | 17  | 8   | 36     |
| 19   | Matteo Cressoni       | Iron Lynx            | 12  | 13  | 3   | 13  | 14  | 12  | 13  | 4   | 33     |
| 19   | Claudio Schiavoni     | Iron Lynx            | 12  | 13  | 3   | 13  | 14  | 12  | 13  | 4   | 33     |
| 20   | Arnold Robin          | Akkodis ASP Team     | Ret | 14  | 10  | 6   | WD  | 9   | 11  | Ret | 19     |
| 21   | Matteo Cairoli        | Iron Lynx            |     |     |     |     |     |     |     | 4   | 18     |
| 22   | Ben Barker            | Proton Competition   | 11  | 9   | 9   | 14  | 7   | 6   | 15  | Ret | 18     |
| 22   | Ryan Hardwick         | Proton Competition   | 11  | 9   | 9   | 14  | 7   | 6   | 15  | Ret | 18     |
| 22   | Zacharie Robichon     | Proton Competition   | 11  | 9   | 9   | 14  | 7   | 6   | 15  | Ret | 18     |
| 23   | Kelvin van der Linde  | Akkodis ASP Team     | Ret | 14  |     | 6   | WD  | 9   | 11  | Ret | 18     |
| 24   | Timur Boguslavskiy    | Akkodis ASP Team     | Ret | 14  |     | 6   |     |     |     |     | 16     |
| 25   | Franck Perera         | Iron Lynx            | 12  | 13  | 3   | 13  | 14  | 12  | 13  |     | 15     |
| 26   | Satoshi Hoshino       | D'station Racing     |     |     |     | 7   |     |     |     |     | 12     |
| 27   | Takeshi Kimura        | Akkodis ASP Team     | 16  | 15  | 14  | 8   | 11  | 11  | 12  | Ret | 8      |
| 27   | Esteban Masson        | Akkodis ASP Team     | 16  | 15  | 14  | 8   | 11  | 11  | 12  | Ret | 8      |
| 28   | Jack Hawksworth       | Akkodis ASP Team     |     |     |     | 8   |     |     |     |     | 8      |
| 29   | Doriane Pin           | Iron Dames           | 8   | Ret |     |     |     |     |     |     | 6      |
| 30   | Clemens Schmid        | Akkodis ASP Team     |     |     | 10  |     | WD  | 9   | 11  |     | 3      |
| 31   | Ritomo Miyata         | Akkodis ASP Team     |     |     | 10  |     |     |     |     |     | 1      |
| 32   | José María López      | Akkodis ASP Team     | 16  | 15  | 14  |     | 11  | 11  | 12  | Ret | 0      |
| 33   | Christian Ried        | Proton Competition   |     |     |     |     | 13  |     | 16  |     | 0      |
| 34   | Hiroshi Hamaguchi     | United Autosports    |     |     |     | Ret |     |     |     |     | 0      |
| 35   | Ben Keating           | Proton Competition   |     |     |     |     |     | NC  |     |     | 0      |
| 36   | Giammarco Levorato    | Proton Competition   |     |     |     |     |     |     |     | Ret | 0      |
| 37   | Conrad Laursen        | Akkodis ASP Team     |     |     |     |     |     |     |     | Ret | 0      |
| Pos. | Piloto                | Equipa               | QAT | ITA | SPA | LMS | SÃO | COA | FUJ | BHR | Pontos |

### Construtores Hypercar
São atribuídos pontos apenas à equipa mais bem classificada de cada construtor, que termine a corrida. Equipas privadas não contam para a classificação.
| Pos. | Construtor       | QAT | ITA | SPA | LMS | SÃO | COA | FUJ | BHR | Pontos |
| ---- | ---------------- | --- | --- | --- | --- | --- | --- | --- | --- | ------ |
| 1    | Toyota           | 3   | 1   | 4   | 2   | 1   | 1   | 8   | 1   | 190    |
| 2    | Porsche          | 1   | 2   | 1   | 4   | 2   | 5   | 1   | 2   | 188    |
| 3    | Ferrari          | 4   | 4   | 2   | 1   | 5   | 2   | 7   | 9   | 137    |
| 4    | Alpine           | 5   | 11  | 6   | Ret | 9   | 4   | 3   | 4   | 70     |
| 5    | BMW              | 7   | 6   | 8   | NC  | 8   | 7   | 2   | 5   | 64     |
| 6    | Peugeot          | 12  | 8   | 7   | 9   | 7   | 9   | 4   | 3   | 57     |
| 7    | Cadillac         | DSQ | 9   | Ret | 7   | 11  | 3   | Ret | 6   | 42     |
| 8    | Lamborghini      | 10  | 10  | Ret | 8   | 14  | 11  | Ret | Ret | 11     |
| 9    | Isotta Fraschini | Ret | 14  | 12  | 11  | Ret |     |     |     | 0      |
| Pos. | Construtor       | QAT | ITA | SPA | LMS | SÃO | COA | FUJ | BHR | Pontos |

### Equipas Hypercar (privados)
| Pos. | Carro | Equipa             | QAT | ITA | SPA | LMS | SÃO | COA | FUJ | BHR | Pontos |
| ---- | ----- | ------------------ | --- | --- | --- | --- | --- | --- | --- | --- | ------ |
| 1    | 12    | Hertz Team Jota    | 1   | 3   | 1   | 1   | 4   | NC  | 1   | 4   | 183    |
| 2    | 38    | Hertz Team Jota    | Ret | 2   | Ret | 2   | 1   | 2   | 2   | 1   | 153    |
| 3    | 83    | AF Corse           | 2   | 1   | 3   | Ret | 2   | 1   | 4   | 2   | 149    |
| 4    | 99    | Proton Competition | 3   | Ret | 2   | 3   | 3   | 3   | 3   | 3   | 139    |
| Pos. | Carro | Equipa             | QAT | ITA | SPA | LMS | SÃO | COA | FUJ | BHR | Pontos |

### Equipas LMGT3
| Pos. | Carro | Equipa               | QAT | ITA | SPA | LMS | SÃO | COA | FUJ | BHR | Pontos |
| ---- | ----- | -------------------- | --- | --- | --- | --- | --- | --- | --- | --- | ------ |
| 1    | 92    | Manthey PureRxcing   | 1   | 3   | 2   | 10  | 1   | 2   | 2   | 9   | 139    |
| 2    | 91    | Manthey EMA          | 15  | 16  | 1   | 1   | 12  | 3   | 14  | 5   | 105    |
| 3    | 55    | Vista AF Corse       | 7   | 4   | 13  | 5   | 6   | 10  | 6   | 1   | 97     |
| 4    | 31    | Team WRT             | 6   | 1   | Ret | 2   | 10  | 5   | 10  | 13  | 85     |
| 5    | 27    | Heart of Racing Team | 2   | 5   | 11  | Ret | 2   | 1   | 9   | 11  | 83     |
| 6    | 46    | Team WRT             | 4   | 2   | Ret | Ret | 5   | NC  | 3   | 14  | 61     |
| 7    | 54    | Vista AF Corse       | 5   | 12  | 6   | Ret | 15  | Ret | 1   | 7   | 57     |
| 8    | 85    | Iron Dames           | 8   | Ret | 5   | 4   | Ret | 13  | 5   | 10  | 54     |
| 9    | 59    | United Autosports    | 14  | 11  | 4   | Ret | 4   | 4   | 8   | 6   | 52     |
| 10   | 81    | TF Sport             | Ret | 7   | Ret | 11  | 8   | Ret | 4   | 2   | 50     |
| 11   | 777   | D'station Racing     | 3   | 10  | 7   | 7   | 9   | Ret | 7   | 12  | 50     |
| 12   | 82    | TF Sport             | 10  | 8   | 12  | 9   | Ret | 8   | Ret | 3   | 37     |
| 13   | 88    | Proton Competition   | 9   | Ret | 8   | 3   | 13  | NC  | 16  | Ret | 37     |
| 14   | 95    | United Autosports    | 13  | 6   | Ret | Ret | 3   | 7   | 17  | 8   | 36     |
| 15   | 60    | Iron Lynx            | 12  | 13  | 3   | 12  | 14  | 12  | 13  | 4   | 33     |
| 16   | 78    | Akkodis ASP Team     | Ret | 14  | 10  | 6   | WD  | 9   | 11  | Ret | 19     |
| 17   | 77    | Proton Competition   | 11  | 9   | 9   | 13  | 7   | 6   | 15  | Ret | 18     |
| 18   | 87    | Akkodis ASP Team     | 16  | 15  | 14  | 8   | 11  | 11  | 12  | Ret | 8      |
| Pos. | Carro | Equipa               | QAT | ITA | SPA | LMS | SÃO | COA | FUJ | BHR | Pontos |